# Robinah Nabbanja
Robinah Nabbanja (Kamusenene, 17 dicembre 1969) è una politica ugandese, primo ministro dell'Uganda dal 21 giugno 2021 e prima donna a ricoprire tale incarico.

## Biografia

### Origini e istruzione

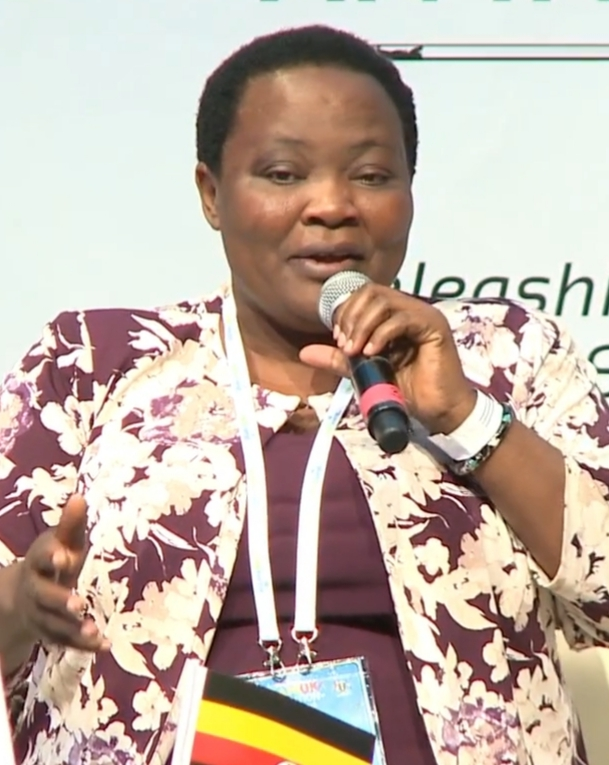
Robinah Nabbanja nel 2018

Robinah Nabbanja è nata nel 1969 in una famiglia di umili origini nel villaggio di Kamusenene (nell'odierno distretto di Kakumiro), quale settima degli undici figli di John Kayiira, un contadino e sarto, e di Nzeremeri Nakato.
Fu studentessa alla Kamusenene Primary School, alla Nankanula Secondary School a Kyankwanzi e alla St. Edward's Secondary School Bukuumi, dove conseguì i certificati degli O e A-Level.
In seguito studiò al National Teacher's College (NTC) e all'Uganda Martyrs University, laureandosi in Studi sulla democrazia e lo sviluppo nel 2013 e ottenendo un master of Arts in Development Studies.
Tra il 1990 e il 2000 ha ottenuto vari certificati, come in Effective Policy Formulation & Management (IUIU), Public Administration & Management (UMI) e anche in Leadership Skills and Management (presso il National Leadership Institute Kyankwanzi).
Nell'ottobre 2023 ha conseguito un master of Arts in Monitoring and Evaluation alla Nkumba University. 

### Carriera
Nel 1993 iniziò a insegnare presso l'Uganda Martyrs Secondary School Kakumiro; abbandonò l'impiego nel 1996 per lavorare nell'ex distretto di Kibaale, dove fu consigliera in rappresentanza della sottocontea di Nkooko e segretaria per la Salute, il Genere e i Servizi comunitari dal 1998 al 2001, oltre che capo della stessa sottocontea per sei mesi.
Fu commissaria distrettuale residente per Pallisa, Busia e Budaka dal 2001 fino al 2010. Nel 2006 non riuscì ad essere nominata legislatrice nel distretto di Kibaale, ma nel 2011 si candidò con successo per la rappresentanza femminile del distretto, entrando nel 9⁰ parlamento (2011-2016). Ebbe un seggio nel 10⁰ parlamento, all'interno della circoscrizione femminile del neonato distretto di Kakumiro (2016-2021).
Il 14 dicembre del 2019 venne nominata ministra di Stato della Salute, giurando il 13 gennaio del 2020 e concludendo il mandato il 3 maggio del 2021. Dallo stesso anno è per la seconda volta legislatrice per il distretto di Kakumiro, all'interno dell'11⁰ parlamento (2021-2026).

### Primo ministro dell'Uganda
Nel nuovo gabinetto di governo dell'8 giugno 2021, è stata nominata primo ministro al posto di Ruhakana Rugunda dal presidente Yoweri Museveni. Il 21 giugno è entrata in carica.

## Vita privata
Nel 1990 sposò l'uomo d'affari Hassan Musafiri, che dopo le nozze le finanziò gli studi e con cui lavorò prima di entrare in politica. Hanno due figlie.